# Semion Novgoródov
Semion Andréievitx Novgoródov (13 de febrer 1892 – 28 de febrer 1924) fou un lingüista i polític iacut, un dels pares de la literatura iacut moderna i promotor de la llengua escrita.
Fill de família pobre, va aprendre rus i aritmètica d'exiliats polítics a Sibèria com Andrei Vinokúrov. El 1905 estudià al Col·legi de Iakutsk i publicà reculls sobre folklore dels iacuts a la revista Saqa sanata (1912-1913). El 1913 marxà a Sant Petersburg per tal d'aprendre llengües orientals (àrab, farsi, turc), i el 1914-1915 participà en diverses expedicions lingüístiques en diversos pobles tàtars. Preocupat per la manca d'un alfabet per al iacut, s'interessà d'antuvi per l'alfabet fonètic internacional i el proposà com a base per a escriure el iacut, però topà amb l'oposició dels primers escriptors iacuts, com Oleksei Oksuküleekh, que s'inclinaven per l'alfabet ciríl·lic.
Va donar suport al Revolució russa i en el Primer Congrés de Pagesos Lliures Iacuts, va proposar la introducció del seu alfabet, anomenat saqalɯ: suruk bicik. El 1917 va tornar a Sant Petersburg i va participar en una expedició al riu Lena, però la Guerra Civil Russa el va obligar a abandonar-la. El 1919 va estudiar els dialectes mongols, va aprendre buriat i proposà la creació de la primera càtedra de iacutologia a la universitat d'Irkutsk.

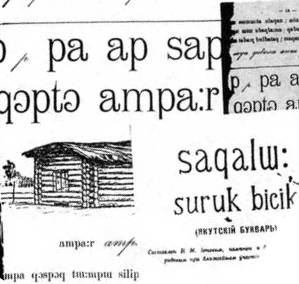
Fragment de suruk bicik

El 1919 es va unir a la societat literària Saqa aymaq, i com Alexander Koltxak no va donar suport les seves demandes, va donar la benvinguda als bolxevics. Així, el 1922 va reescriure el seu basta:nnɯ suruk bicik, que el 1923 fou introduït a les escoles de la República Socialista Soviètica Autònoma de Iacútia i facilità l'edició del primer llibre de text, Aaghar Kinige. El 1924 fou elegit diputat del IX Congrés de Soviets de Iakutsk, però poc després va morir d'una urèmia.

## Publicacions
- (rus) Основные задачи якутской интеллигенции
- (rus) Якутский язык и грамота в качестве необязательных предметов
- (rus) Первые шаги якутской письменности